# Cnidoscolus rupestris
Cnidoscolus rupestris är en törelväxtart som beskrevs av Francisco Javier Fernández Casas. Cnidoscolus rupestris ingår i släktet Cnidoscolus och familjen törelväxter. Inga underarter finns listade i Catalogue of Life.